# Konibodom
Konibodom (en tadjik : Конибодом) est une ville et un jamoat situé dans la province du Sughd, au Tadjikistan.